# 12387 Tomokofujiwara
12387 Tomokofujiwara eller 1994 UT11 är en asteroid i huvudbältet som upptäcktes den 28 oktober 1994 av de båda japanska astronomerna Kazuro Watanabe och Kin Endate vid Kitami-observatoriet. Den är uppkallad efter Tomoko Fujiwara.
Asteroiden har en diameter på ungefär 11 kilometer.